# 北杜市立明野中学校
北杜市立明野中学校（ほくとしりつ あけのちゅうがっこう）は、山梨県北杜市にある公立中学校。

## 沿革
北中学校
- 1947年4月 - 朝神村立朝神中学校発足[1]。
- 1955年4月 - 3村合併に伴い、明野村立北中学校と改称。

南中学校
- 1947年4月 - 小笠原村立小笠原中学校・上手村立上手中学校発足[1]。
- 1949年9月 - 両校を統合し、小笠原村上手村組合立辺見中学校として発足した。
- 1955年4月 - 3村合併に伴い、明野村立南中学校と改称。

明野中学校
- 1960年4月 - 明野村立北中学校と明野村立南中学校を統合して明野村立明野中学校発足。授業は旧南中を南校舎、旧北中を北校舎と称して利用していた。
- 1961年8月 - 本館完工。
- 1961年9月4日 - 新校舎使用開始。
- 1962年11月 - 体育館竣工。
- 1963年 - 運動場整地完成。
- 1965年 - プール竣工。
- 1967年9月 - LL教室完成。
- 1980年8月 - 明野中学校気象観測所を設置、気象観測を開始。
- 1991年7月 - 校舎大規模改造工事。
- 1991年12月 - コンピューター教室完成。
- 1996年2月 - 特別教室棟新築工事完成。
- 1998年3月 - 屋内体育館新築工事完成。
- 1998年8月 - 部室棟新築。
- 2004年11月1日 - 北杜市誕生に伴い、北杜市立明野中学校となる。
- 2004年10月28日 - 新校舎建築起工式が行われ、建築工事開始。
- 2005年8月11日 - 新校舎完成。
- 2005年8月25日 - 新校舎への入校式が行われ、新校舎使用開始。
- 2005年9月2日 - 新校舎竣工式。

## 学校の周辺
- 明野総合支所
- 北杜市埋蔵文化財センター
- 明野歴史民俗資料館

## 交通
- JR東日本 中央本線 穴山駅より 徒歩63分（4.6km）
- JR東日本 中央本線 新府駅より 徒歩66分（4.7km）
- 山交タウンコーチ 浅尾・仁田平線「明野総合支所」下車 徒歩5分（350m）
- 北杜市民バス 明野循環線「明野総合支所」下車 徒歩5分（350m）